# 1864年大西洋飓风季
1864年大西洋飓风季是19世纪60年代连续第三个没有飓风登陆美国的大西洋飓风季，这项纪录至今依然保持。不过，考虑到当时缺乏包括气象卫星在内的现代观测手段，基本上只有那些在海上遇到船只或是吹袭有人类居住陆地的风暴才有文献记载，所以实际形成的热带气旋可能更多。气象学家克里斯托弗·朗诗（Christopher W. Landsea）估计，1851至1885年间实际形成的风暴数量可能比数据库中要多零到六场。全季确认存在的五个北大西洋热带气旋中有四个是由气象学家何塞·费尔南德斯-帕塔加斯（Jose Fernandez-Partagas）和亨利·迪亚兹（Henry Diaz）在1995年出版的文献中首度记载。7月16日，本季第一个天气系统在美国东南部近海出现，其最高强度可以在现代萨菲尔-辛普森飓风等级下达到一级飓风标准。气旋快速向东北移动，于7月18日从纽芬兰岛以东较远处洋面经过后失去踪影。
7月25日，第二场风暴在墨西哥湾中南部出现，但只能确认气旋曾在某位置经过，详细移动路线和强弱变化均已无从考证。经过一个多月的沉寂，小安的列斯群岛东侧海域于8月26日形成另一场飓风。次日清晨，风暴从多米尼克和马提尼克之间穿过。经过加勒比海后，气旋于8月31日晚登陆伯利兹，最终于次日逐渐消散。伯利兹近海有多艘船只遭遇风暴，沿海部分地区被风暴潮淹没。9月5至9日，第四号热带风暴在美国东岸近海活动，多艘船只在行进至气旋附近时遭遇强风。第五个热带气旋也出现在美国东岸近海，许多船只遇到强烈雷暴和恶劣海况。
这年飓风季的活跃程度还经累积气旋能量指数反映出来，数值为61。大致来说，气旋能量指数通过飓风强度和持续时间计算，强度越高、持续时间越长的风暴，其指数也相应越高。只有在热带天气系统风速达到或超过每小时63公里（34节）或热带风暴强度时才会计算该指数，并纳入全面的气象公告，并且亚热带气旋的指数不会计入累积数值。

## 风暴

### 第一号飓风
7月16日，“哈蒂·伊顿号”（Hattie Eaton）三桅帆船在距南、北卡莱纳州数百英里海域发现本季第一个热带气旋，船上所测持续风速为每小时130公里，在现代萨菲尔-辛普森飓风等级下属一级飓风标准。7月18日清晨，气旋减弱成热带风暴。“能源号”（Energy）船只于数小时后在纽芬兰岛开普雷斯（Cape Race）以东约700公里洋面遇到这场风暴，此后气旋便失去踪影。

### 第二号热带风暴
7月25日，从塔毛利帕斯州马塔莫罗斯开往纽约的“丹尼尔号”（Daniel）三桅帆船在尤卡坦半岛以北的蝎子礁（Scorpion Reef）近海遇到热带风暴。船只同气旋的接触时间有数小时，期间还被闪电击中。

### 第三号飓风
8月26日，小安的列斯群岛以东较远处洋面出现飓风。风暴向西移动，导致马提尼克天气恶劣，风速达到飓风强度。穿越加勒比海期间，气旋风速保持在每小时130公里，于8月31日从伯利兹的伯利兹区登陆。伯利兹近海有多艘船只受损或沉没，沉船包括“安东尼奥号”（Antonio）与“汉娜号”（Hannah）双桅船和“伯克希尔号”（Berkshire）三桅帆船。陆地上出现最高1.5米的风暴潮，在伯利兹引发沿海洪灾。现代古风暴学研究已在伯利兹区盖尔斯角（Gales Point）附近追踪到这场风暴的踪迹。气旋在陆地上空稳步减弱直至消散。

### 第四号热带风暴
多艘船只的观测纪录表明，美国东岸近海在9月5至8日间有热带风暴存在。9月5日，多艘船只在靠近纽约期间遇到强烈东风。哈特拉斯（Hatteras）和巴尼加特（Barnegat）近海船只遭遇风暴引发的恶劣天气，直到9月8日才好转。

### 第五号飓风
10月22日清晨，“圣玛尔塔号”（Santa Martha）船只在阿巴科群岛东北偏东方向约570公里海域发现本季第五个热带气旋。多艘船只的观测纪录表明气旋快速北上，于10月23日中午增强成一级飓风，并在几乎同一时间达到风力时速130公里的最高强度。风暴快速朝东北偏东行进，最终于10月24日晚在加拿大塞布尔岛西南偏南方向约290公里海域经过后失去踪影。